# 四日市北部冨田地区の農業
四日市北部富田地区の農業（よっかいちほくぶのとみだちくののうぎょう）は、三重県四日市市北部の地区の米作りを中心とする農業。富田地区の農家中心の農業時代は旧三重郡富田町だった地域で明治大正から昭和40年代の高度経済成長期までに実施された富田地区の農業である。稲作中心で米を生産して二毛作の裏作農業で大麦と小麦と菜種を育ててキュウリと茄子とトマトなど夏野菜を栽培していた。
菜種は戦前から植物製油工業の復興の時期に富田地区で多く栽培された。茂福や北村の伊勢キュウリ・茄子は有名であった。北鵤は山畑が多くて養蚕に必要な桑・サツマイモ・大豆が多く栽培されていた。戦時中にさつまいもが大切な食糧として生産されて終戦後の食糧難の時代に米や麦が増産された。米の生産過剰の減反転作で兼業農家が急増した。富田地区は小作農家が多くて男性は土木建設業の日雇い労働者の出稼ぎ労働者になり女性は東富田の水産加工場の納屋方や富田浜海水浴場の店員はアミカン漁網の内職をした。北鵤地区は副業として造園業の庭師が多い。富田地区の農業ははちみつ農業が特色であり、東富田町の川村養蜂場で四日市産地の非加熱・無添加の天然はちみつが養蜂場で生産されている。